# Dear Friends II
『Dear Friends II』（ディア・フレンズ・ツー）は、岩崎宏美のカバー・アルバム。2003年11月26日発売。発売元は、インペリアルレコード。規格品番TECN-30944。

## 解説
岩崎宏美の第2弾カバー・アルバム。第1弾『Dear Friends』（2003年3月21日）で実施された岩崎良美との姉妹デュエットが「II」でも実施され、以降本シリーズの恒例企画となった。
楽曲ごとに、岩崎自身によるコメント（ライナーノーツ）が掲載されている。なお、カバー曲を選曲するにあたってはインターネット上でリクエストが実施され、その結果が反映されている。
2004年3月24日には、DVD-Audio盤・TEAI-1005が発売された。
2006年6月14日リリースの中島みゆきトリビュート・アルバム『元気ですか』には、本作収録の「恋文」が収録された。

## 収録曲
1. 白い色は恋人の色
  - 作詞:北山修、作曲:加藤和彦、編曲:古川昌義
2. 五番街のマリーへ
  - 作詞:阿久悠、作曲:都倉俊一、編曲:平野義久
3. もしもピアノが弾けたなら
  - 作詞:阿久悠、作曲:坂田晃一、編曲:大江千里
4. 海岸通
  - 作詞・作曲: 伊勢正三、編曲:古川昌義
5. 秋桜
  - 作詞・作曲:さだまさし、編曲:塩谷哲
6. 真夜中のギター
  - 作詞:吉岡治、作曲: 川村利夫、編曲:古川昌義
7. 早春の港
  - 作詞:有馬三恵子、作曲:筒美京平、編曲:岩本正樹
8. 少年時代
  - 作詞:井上陽水、作曲:井上陽水・平井夏美、編曲:西脇辰弥
9. 伝わりますか
  - 作詞・作曲:飛鳥涼、編曲:平野義久
10. 恋文
  - 作詞・作曲:中島みゆき、編曲:塩谷哲
11. 12月の雨
  - 作詞・作曲:荒井由実、編曲:西脇辰弥
12. 白いページの中に
  - 作詞・作曲:柴田まゆみ、編曲:岩本正樹

## ゲスト
- 白い色は恋人の色 - ヴォーカル:岩崎良美
- もしもピアノが弾けたなら - ピアノ:大江千里
- 海岸通 - ギター・ヴォーカル:伊勢正三
- 秋桜・恋文 - ピアノ:塩谷哲

## 原曲
- 白い色は恋人の色 - ベッツィ&クリスの1969年の楽曲。1970年の年間売上11位。
- 五番街のマリーへ - ペドロ&カプリシャスの1973年の楽曲。髙橋真梨子がソロでセルフカバーをしている。
- もしもピアノが弾けたなら - 西田敏行の1981年の楽曲。NTV系ドラマ『池中玄太80キロ』主題歌。
- 海岸通 - 風の1975年の楽曲。アルバム『風ファーストアルバム』収録曲。
- 秋桜 - 山口百恵の1977年の楽曲。さだまさしもセルフカバーをしている。
- 真夜中のギター - 千賀かほるの1969年の楽曲。1981年には高田みづえがカバー。
- 早春の港 - 南沙織の1973年の楽曲。アンサーソングに「シンシア」という曲がある。
- 少年時代 - 井上陽水の1990年の楽曲。同名映画の主題歌。
- 伝わりますか - ちあきなおみの1988年の楽曲。ASKAもセルフカバーをしている。
- 恋文 - 中島みゆきの2003年の楽曲。同名のアルバムがある。
- 12月の雨 - 荒井由実の1974年の楽曲。原曲では山下達郎・大貫妙子がコーラスで参加。
- 白いページの中に - 柴田まゆみの1978年の楽曲。第15回ポプコン入賞曲。